# آرامگاه بابا حاج علی
بقعه بابا حاج علی مربوط به دوره قاجار است و در شهرستان طوالش، روستای شیله وشت سفلی واقع شده و این اثر در تاریخ ۲ آبان ۱۳۸۲ با شمارهٔ ثبت ۱۰۵۹۸ به‌عنوان یکی از آثار ملی ایران به ثبت رسیده است.